# Бигл (пролив)
Бигл — пролив, разделяющий главный остров архипелага Огненная Земля и лежащие к югу от него острова Осте, Наварино и другие более мелкие.
На берегах пролива расположены населённые пункты Ушуая, Пуэрто-Уильямс и Пуэрто-Торо, считающиеся самыми южными в мире. 
Пролив назван в честь корабля «Бигл» («Бигль»), на котором Чарльз Дарвин во время своего знаменитого путешествия обогнул Южную Америку.
Пролив узкий, местами всего 5-6 километров.
Как и Магелланов пролив, пролив Бигл спокоен. А прилегающая к проливу на северо-западе Кордильера-Дарвин с ледниковым полем на высшей горе архипелага делает его популярным туристическим местом. Во время туристической прогулки вдоль пролива Бигл можно увидеть тюленей, пингвинов (включая магеллановых) и бакланов.
Острова, находящиеся в проливе, были причиной многолетнего политического конфликта между Аргентиной и Чили.